# ウルトラ四人麻雀
- ウルトラ四人麻雀
- うるとら四人麻雀

ウルトラ四人麻雀（ウルトラよにんマージャン）は、1982年12月に九十九電機から発売されたコンピュータゲーム。

## 概要
1982年8月、パソコン用四人制麻雀ゲームとして登場した『四人麻雀』を前身とする。作者は後にゲームソフトメーカー『シャノアール』の代表となり、『プロフェッショナル麻雀悟空』シリーズを開発した田口昭次。
全体的には通常の麻雀にほぼ忠実なゲーム性となっている。ルール採択機能として、「食い断」の有無を選択できる。オールマシン語で開発されており、当時の他社によるBASICで作られた市販麻雀ゲームと比較しても格段に動作速度が早かった。
当ソフトはPC-8801シリーズなど一部機種では『四人麻雀』、『ウルトラ四人麻雀』、『新ウルトラ四人麻雀』などいくつかのバージョンアップを経ている。またカナ表示のメッセージの一部を漢字表示にするなどの改良も行われている。
当時の雑誌広告のキャッチコピーは「本格四人麻雀登場」「もうメンバー探しはいらない」というもの。広告そのものは通常の他ソフトやショップ広告に混じっての掲載ながら、九十九電機が発売したソフトの中で5万本を売り上げるヒット作となる。